# Las Matillas 4.ª Sección
Las Matillas 4.ª Sección es una localidad del municipio de Centro ubicado en la subregión centro del estado mexicano de Tabasco.

## Geografía
La localidad de Las Matillas 4.ª Sección se sitúa en las coordenadas geográficas 18°00′16″N 92°43′34″O / 18.004444, -92.726111, a una elevación de 6 metros sobre el nivel del mar.

## Demografía
Según el Censo de Población y Vivienda 2020, efectuado por el Instituto Nacional de Estadística y Geografía, la localidad de Las Matillas 4.ª Sección tiene 493 habitantes, de los cuales 250 son del sexo masculino y 243 del sexo femenino. Su tasa de fecundidad es de 2.32 hijos por mujer y tiene 136 viviendas particulares habitadas.
| Gráfica de evolución demográfica de Las Matillas 4.ª Sección entre 1970 y 2020 |
|                                                                                |
| INEGI.                                                                         |